# Volkshochschule Charlottenburg-Wilmersdorf

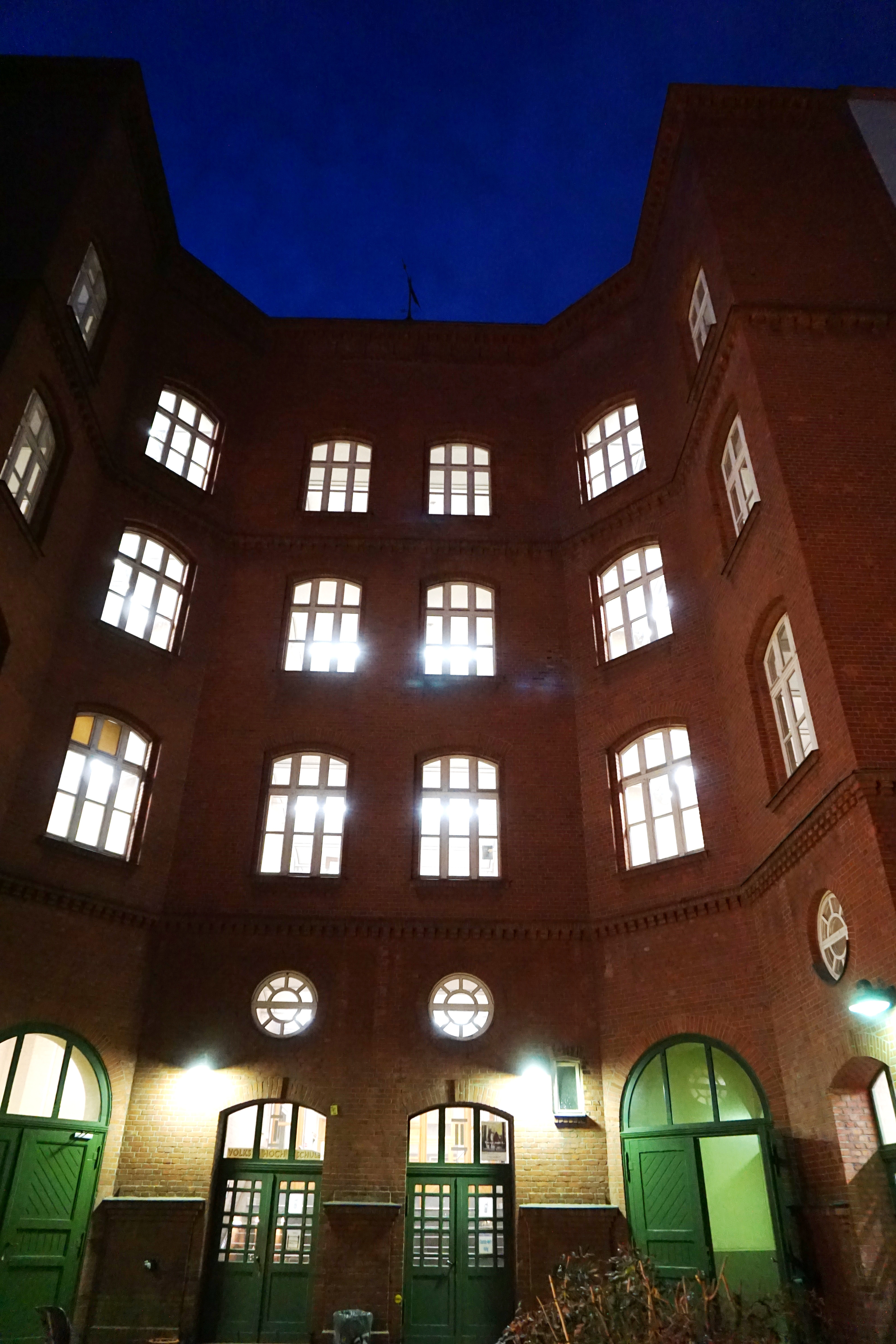
Haus der Volkshochschule in der Pestalozzistraße 40–41

Die Volkshochschule Charlottenburg-Wilmersdorf, auch VHS City-West genannt, ist eine Berliner öffentliche Einrichtung der Erwachsenenbildung in bezirklicher Trägerschaft.  Die Volkshochschule besteht seit 1905.

## Geschichte
Im Zuge der Ausdehnung von Universitätsangeboten wurden an der Technischen Hochschule Charlottenburg 1901 erstmals in Deutschland Kurse für die Arbeiterschicht durchgeführt. Daraus entstanden die Arbeiterfortbildungskurse der Stadt Charlottenburg 1905–1919.
Mit der Bildung von Groß-Berlin 1920 wurde die zentrale VHS primär vom Bezirk Mitte aus geleitet. Die Eröffnungsfeier der Volkshochschule Groß-Berlin fand am 10. Januar 1920 in der Universität in Gegenwart von Reichspräsident Friedrich Ebert statt. Ein Festredner referierte:
„Die Aufgaben der Volkshochschulen lägen klar, aber der Weg sei schwer zu finden, sie müssen sich neue Pfade suche. Ihr Ziel sei es, den Einzelnen zum beobachtenden, denkenden und fühlenden Menschen zu erziehen.“
Nach der Machtübernahme der NSDAP 1933 wurde der Leiter der VHS Groß-Berlin, der Sozialdemokrat Erwin Marquardt abgesetzt. Danach leitete Konrad Kosmehl von der Deutschnationalen Volkspartei bis 1945 die VHS.
Liselotte Richter, erste Volkshochschulstadträtin in Charlottenburg 1945–1946, und als erste Frau in Deutschland Professorin für Philosophie an der Humboldt-Universität zu Berlin schildert die Anfänge nach dem Zweiten Weltkrieg in Charlottenburg:
„Von den Fieberschauern der Typhusimpfung gequält, brachten wir unsere ersten Plakate und Vorlesungsverzeichnisse heraus, rüsteten wir uns zur Eröffnungsfeier der ersten Charlottenburger Volkshochschule.“
Mit der Bezirksfusion publizierten die Volkshochschulen Charlottenburg und Wilmersdorf erstmals ein gemeinsames „Fusionsprogramm“ für die Jahre 2000–2001.
Für das Kalenderjahr 2017 hat die VHS City-West nach der Berlin-Statistik etwa 1700 Kurse, mit 74.000 Unterrichtsstunden und 21.500 Belegungen (Teilnahmen) mit 15 hauptamtlichen Mitarbeitenden und 350 freiberufliche Kursleitenden durchgeführt.

## Gebäude der Volkshochschule
Entworfen wurde das heute denkmalgeschützte Gebäude vom Architekten Paul Bratring. 1894 begannen die Bauarbeiten der „Gemeinde-Doppelschule“ und 1895 war Unterrichtsbeginn. Im Lauf der Geschichte haben verschiedene Schultypen das Gebäude in der heutigen Pestalozzistr. 40/41 genutzt. 1930 zog die Schwerhörigenschule ein, 1937 eine Gewerbliche Berufsschule und 1980 war der Einzug der Volkshochschule Charlottenburg. Heute befindet sich auch das Charlotte-Wolf Kolleg zum Nachholen des Abiturs unter demselben Dach.

## Weitere Unterrichtsorte

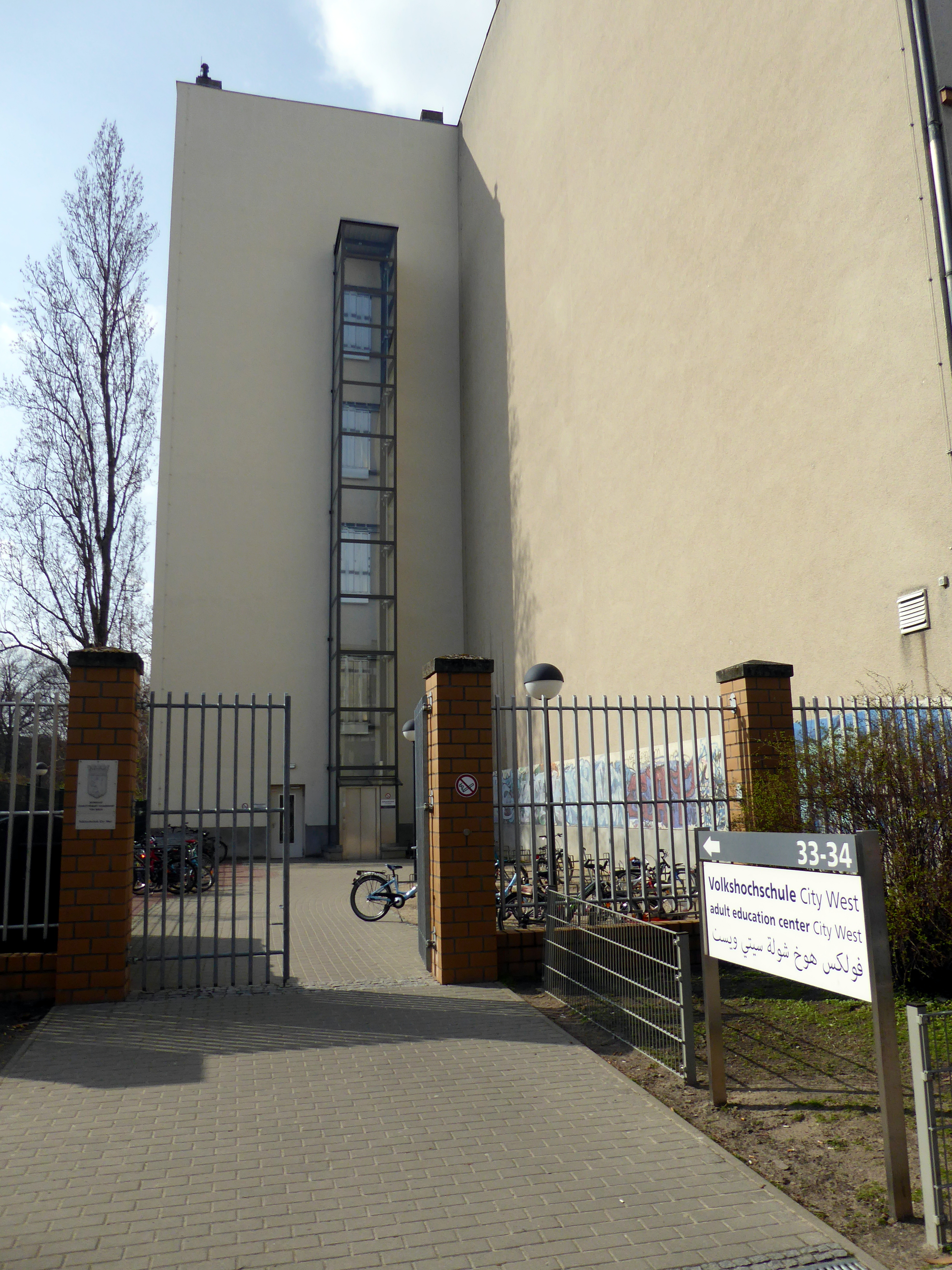
Prinzregentenstraße Volkshochschule City West

Neben dem „Haus der Volkshochschule“ in der Pestalozzistraße gibt es noch weitere Unterrichtsorte der VHS City West:
- Das 2014 eröffnete „Lernzentrum in der Prinzregentenstraße“ löste das Haus der „Volkshochschule Wilmersdorf“ in der Trautenaustraße 5 ab.
- Werkstätten am Hohenzollerndamm mit Werkstätten und Lehrküche. Hier finden praktische Kurse zu Holzbildhauerei, Goldschmiedekunst, Keramik und Kochen statt.
- Rathaus Charlottenburg
- Rathaus Schmargendorf
- Mehrere Schulgebäude darunter die Friedrich-Ebert-Oberschule, die Hildegard-Wegscheider-Oberschule sowie die Sporthalle der Robert-Jungk-Oberschule.

## Leitung
- 1956–1968 Eva Hahndorff
- 1969–1979 Ursula Beul
- 1979–1990 Monika Londner-Kujath
- 1991–2003 Ruth Ellerbrock
- 2003–2011 Laurenz Ungruhe
- 2011–2014 (Kommissarische Leitungen) Peter Hagemeister und Brigitte Kippe
- 2015–2022 Sigrid Höhle
- seit 2022 Karin Zirkelbach

## Bildungsangebot
Analog zur Programmstruktur anderer VHS in Deutschland werden kontinuierlich Angebote in den Programmbereichen 1. Politik und Gesellschaft, 2. Kultur und Gestalten, 3. Gesundheit, 4. Sprachen, 5. Arbeit und Beruf und 6. Grundbildung zur Verfügung gestellt. Zum spezifischen Bildungsprofil der VHS Charlottenburg-Wilmersdorf gehört die Frauenbildung und Grundbildung.